# 真珠採り

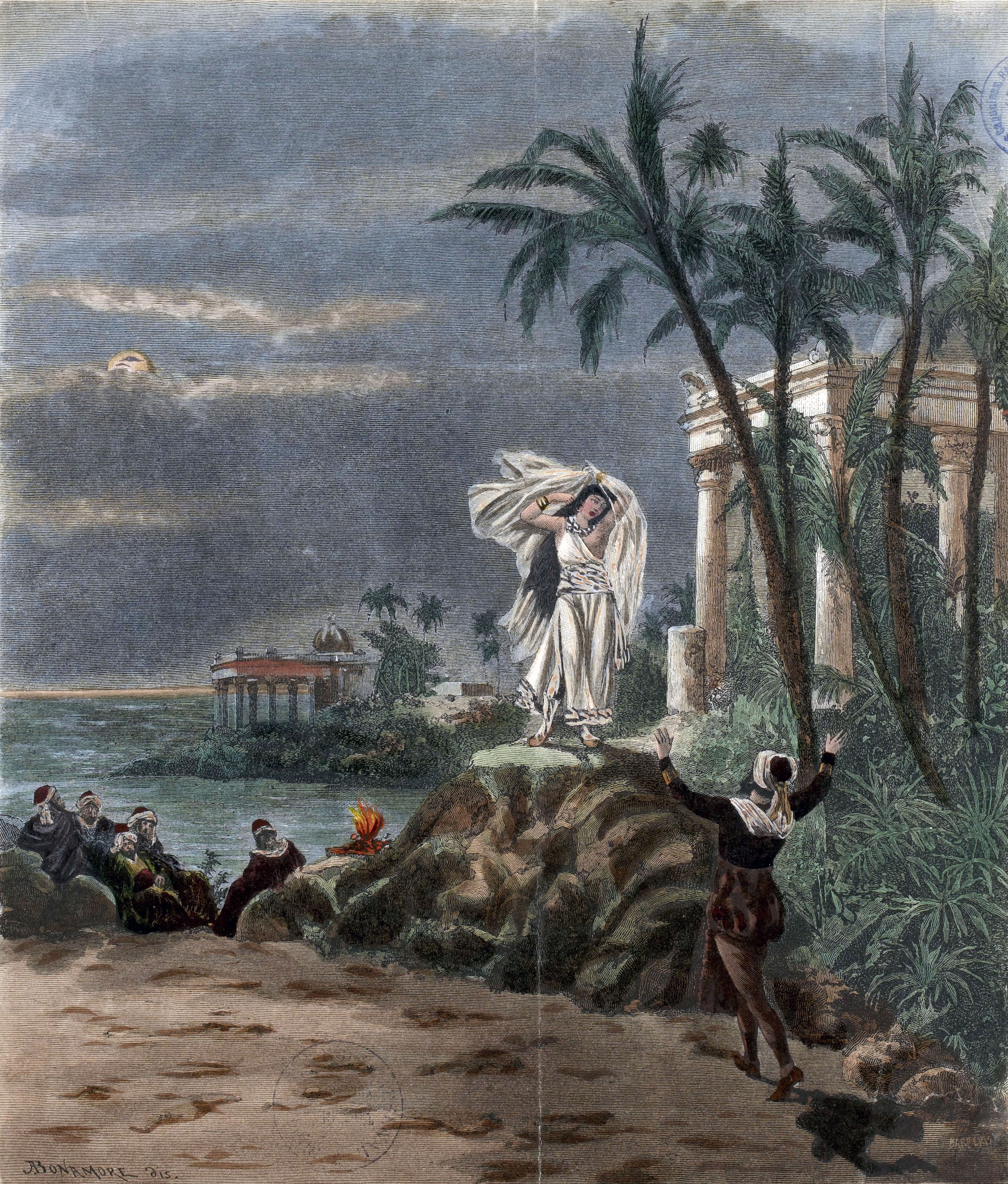
『真珠採り』の第1幕のデザイン

『真珠採り』（しんじゅとり、フランス語:  Les Pêcheurs de perles）は、フランスの作曲家ジョルジュ・ビゼーが作曲した3幕からなるオペラである。
テノールのアリア「耳に残るは君の歌声」（通称「ナディールのロマンス」）や、テノールとバリトンの二重唱「神殿の奥深く」などが有名である。

## 作曲の経緯

### 作曲に至るまで

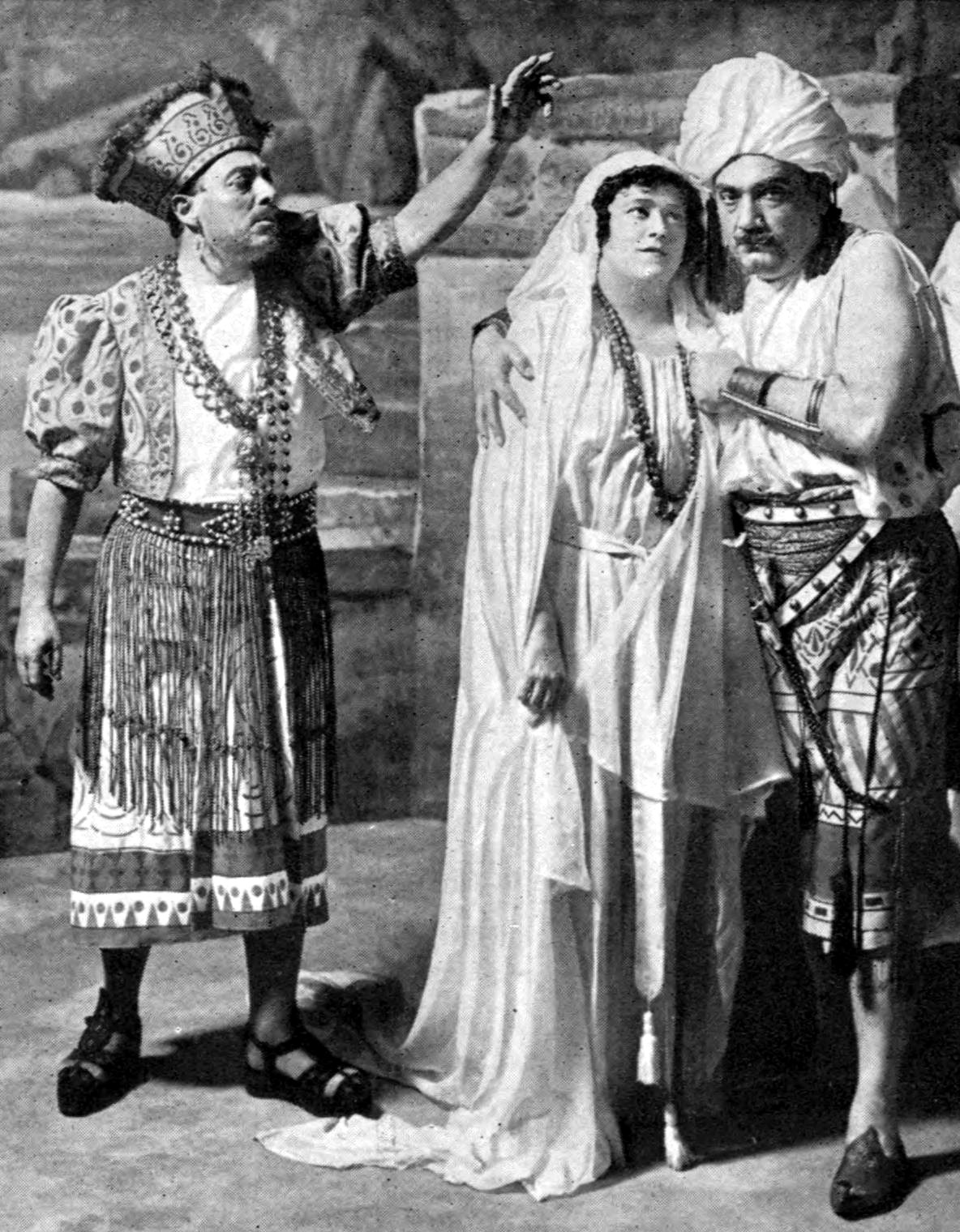
メトロポリタン歌劇場の1916年の上演、ナディールを演じるカルーソー

ローマ留学から帰国したビゼーは、ローマ大賞受賞者の義務として1861年にオペラ『太守の一弦琴』（La Guzla de l'émir ）を作曲する。翌1862年にオペラ＝コミック座で稽古が行われたが、直前になって中止された。このオペラは現在に至っても上演されていない。
ちょうどその頃、アレクサンドル・ヴァレフスキ伯爵（ナポレオン1世の庶子）がリリック座の支配人カルヴァロに10万フランを差し出し、ローマ大賞受賞者で、まだオペラを作曲していない新人の手による3幕物のオペラの上演を要望していた。カルヴァロは、かねてからその楽才を認めていた（かつこの要望に当てはまっていた）ビゼーを登用することを決め、ビゼーに『真珠採り』の台本を渡すと同時に作曲を依頼した。ビゼーは台本を読んでその内容を気に入ったため、1862年に作曲に着手する。しかし生活苦のため内職（主にピアノ用の編曲）をしていたので、完成は1863年の春までかかった。

### 初演とその後
初演は1863年9月30日（29日とも）にパリのリリック座で行われ、聴衆から熱狂的な歓迎を受けて、成功を収めた。その一方で、批評家たちからは酷評されたが、その中で唯一高く評価したのがベルリオーズであった。
本来、9月15日に初演が行われる予定であったが、レイラ役のソプラノ歌手が病気で出演できなかったため、2週間引き延ばして上演されている。
タイトルは当初『レイラ』で、メキシコを舞台として設定されていたが、のちにセイロンに変更している。
1886年以降、ビゼーの自筆譜は行方不明となってしまった。このため、初演時の指揮者のスコアなどを元にしてオリジナルを復元する試みが続けられている。

## リブレット
リブレット（台本）は、ウジェーヌ・コルモン（E.P.ピェストロの筆名）とミシェル・カレによる（フランス語）。

## 楽器編成
- 管楽器:フルート2（ピッコロ持ち替え）、オーボエ2（コーラングレ持ち替え）、クラリネット2、ファゴット2
- 金管楽器:ホルン4、トランペット2、トロンボーン3
- 打楽器:ティンパニ、タンブリン2、打楽器複数
- その他:弦五部、ハープ
- 舞台裏:クラリネット2、フルート、ハープ、タンブリン、またはタムタム

## 登場人物
| 人物名       | 声域     | 役                                | 初演時のキャスト 1863年9月30日 指揮：アドルフ・デロッフル |
| ------------ | -------- | --------------------------------- | --------------------------------------------------------- |
| ナディール   | テノール | 漁夫                              | フランソワ・モリーニ                                      |
| レイラ       | ソプラノ | 尼僧                              | レオンティーヌ・ドゥ・マエサン                            |
| ズルガ       | バリトン | ナディールの旧友、 真珠採りの頭領 | イズマエル (ジャン・ヴィタル・ジャメ）                    |
| ヌーラバット | バス     | バラモン教の高僧                  | プロスペル・ギヨ                                          |

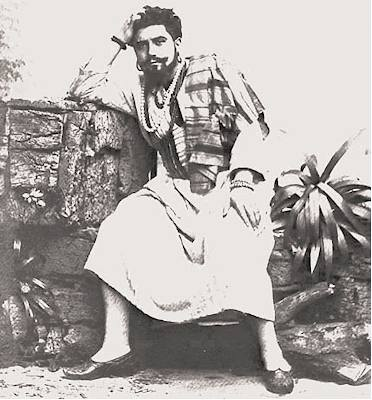
ズルガを演じたモーリス・ルノー

- 合唱：漁師たち、若い娘たち、僧侶たち、その他

## 演奏時間
第1幕:46分、第2幕:32分、第3幕:25分。

## あらすじ

### 第1幕 島の浜辺
舞台は未開時代のセイロン島の浜辺の村。

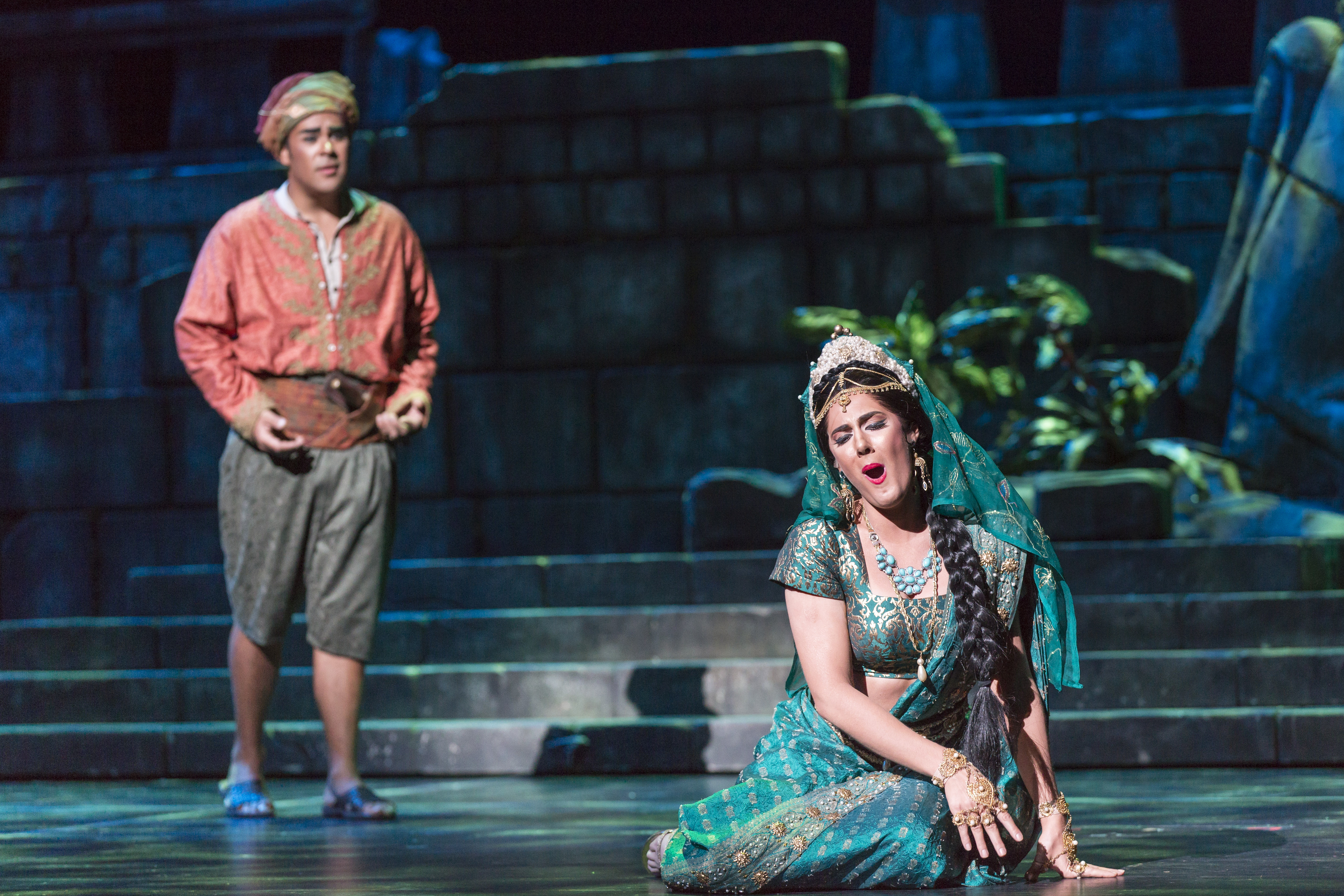
フロリダ・グランド・オペラの2015年2月の上演

真珠採りの頭領ズルガと、彼の旧友ナディールは、かつてレイラという美しい女性を争った仲であった。そこへ真珠採りたちの安全を願うために遣わされた尼僧を乗せた船が到着する。
ズルガは尼僧に、純潔と信仰の誓いを立てさせるが、その尼僧が他ならぬレイラであることに気づいて、ナディールは大いに驚き悩む。レイラもナディールに気づき、祈りの最中に彼の呼びかけに応えてしまう。

### 第2幕 荒れ果てた寺院

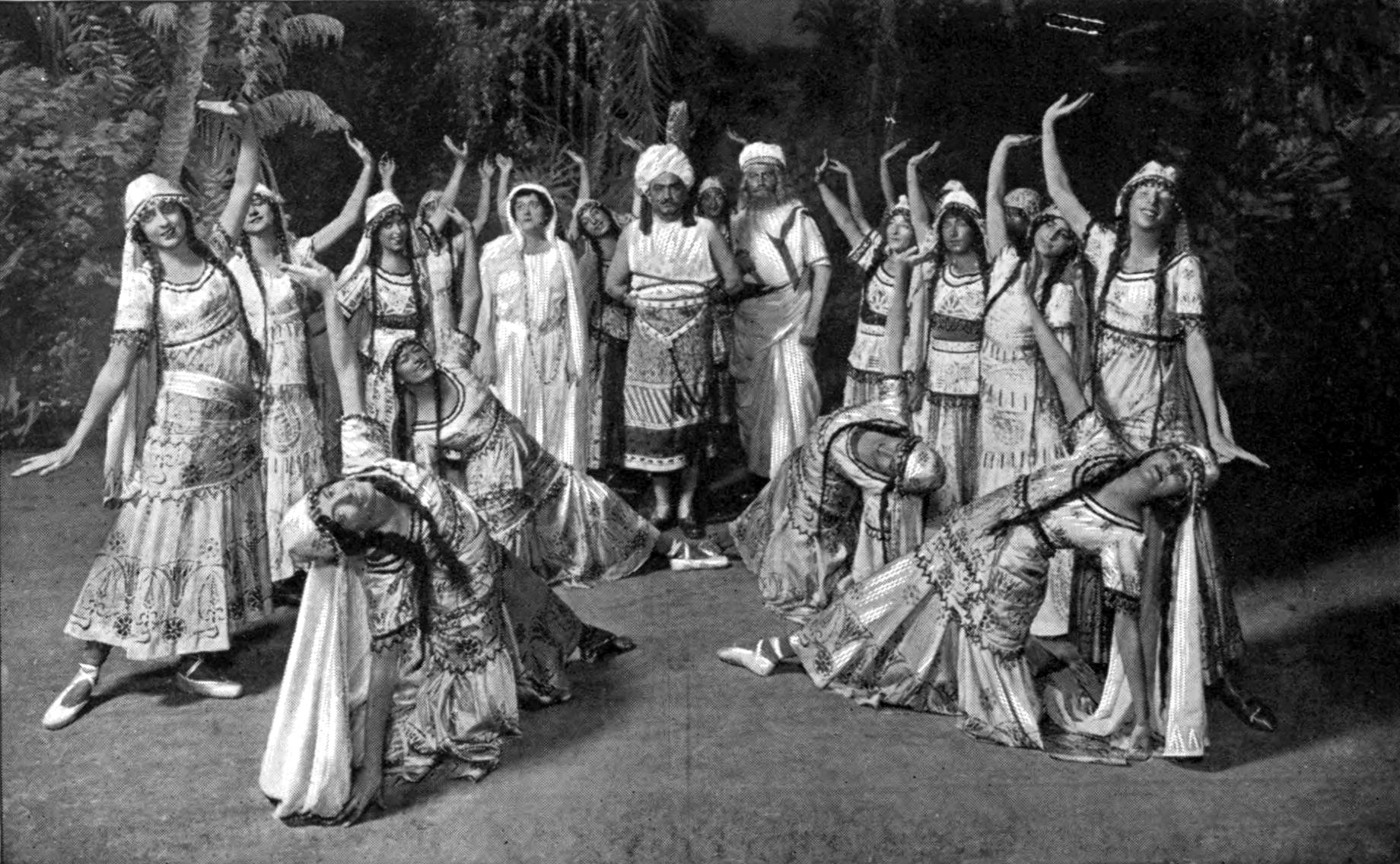
メトロポリタン歌劇場での上演

レイラはヌーラバットの命令により、崖の上の寺院に籠もっている。彼女は仲間たちに、遠い昔に逃亡者の命を助けて、その礼に首飾りをもらった話を語る。
レイラを諦めきれないナディールが寺院に忍び込んできて、2人はお互いの心を確かめあう。一緒に逃げようと訴えるナディールの言葉を一旦は拒絶したレイラだったが、断りきれずに次の夜に落ち合う約束をする。
ところが、ナディールは寺院の見張りに捕まってしまった。それを知ったズルガはナディールを助けようとするが、彼が逃がそうとした尼僧がレイラだったことを初めて知り、嫉妬に苛まれて2人に死刑を言い渡してしまう。

### 第3幕 テントのある海辺、処刑場
ズルガが旧友とレイラに死刑を宣告してしまったことを後悔していると、そのレイラ自身がナディールの助命嘆願にやってくる。ズルガはレイラに愛を告白するが、彼女の心は変わらずナディールのもとにある。
処刑の時間が近づき、レイラは母への形見としてあの首飾りを届けて欲しいと頼む。その首飾りを見て、ズルガはかつて自分を救った恩人がレイラだったことに気づき、2人を助けようと決心する。
処刑場にレイラとナディールが引き立てられてくる。ズルガは村に火を放ち、その騒ぎの隙を見て2人を逃がす。
ズルガの行為の一部始終を影で見ていたヌーラバットが、その裏切りを告発する。ズルガは2人を救えたことを喜びながら息絶える。

## 録音及び映像について
このオペラにおける最初の全曲録音は、1950年代初めから登場した。1950年代以前においては、個々のアリアに関して多くの録音が残されている。例えば、ナディールとズルガの二重唱「神殿の奥深く」が、1907年にエンリコ・カルーソーとマリオ・アンコーナによってイタリア語で歌われたものが録音、発売された。The Victrola Book of the Opera の1919年版によると主にイタリア語で歌唱された、ナディールとズルガの二重唱や前奏曲、合唱曲、そして第3幕フィナーレが挙げられる。1977年にジョルジュ・プレートルによってなされた全曲録音は、ビゼーが製作したヴォーカル・スコアによる1863年上演版に基づく最初の録音であった。1991年のプランティーニによる録音は、1863年版のスコアに基づきつつ、ナディールとズルガの二重唱の2つのヴァージョン(ビゼーのオリジナルバージョンによる縮小版とよく知られている拡大版)も収録した。ビゼーが指揮したスコアを改作したブラッド・コーエン指揮による英語歌唱版もまた、二重唱の2つのヴァージョンを収録している。
| 年   | キャスト                                                                                          | 指揮者 上演劇場及びオーケストラ | レーベル                                            |
| ---- | ------------------------------------------------------------------------------------------------- | --- | --------------------------------------------------- |
| 1950 | リタ・シュトライヒ ジャン・ローエ ディートリヒ・フィッシャー＝ディースカウ ヴィルヘルム・ラング   | アルトゥール・ローター ベルリンRIAS交響楽団 ドイツ語歌唱版 | CD: Walhall Cat: WLCD 0179                          |
| 1950 | ナデジダ・カゼンセヴァ セルゲイ・レメシェフ ウラディーミル・ザクハノフ トロフィム・アントネンコ   | オニッシム・ブロン モスクワ放送交響楽団及び合唱団 ロシア語歌唱版 | CD: Gala Cat: GL 100764                             |
| 1951 | マティウィルダ・ドブス エンツォ・セーリ ジャン・ボルテール リュシアン・マンス                     | ルネ・レイボヴィッツ パリ・フィルハーモニー管弦楽団 同合唱団 | CD: Preiser Cat: PR 20010                           |
| 1953 | ピエレット・アラリー レオポルド・シモノー ルネ・ビアンコ グザヴィエ・ドプラ                       | ジャン・フルネ コンセール・ラムルー管弦楽団 エリザベット・ブラッスール合唱団                                                                                            | CD: Opera d'Oro Cat: OPD 1423                       |
| 1954 | マルタ・アンゲリチ アンリ・ルゲ ミシェル・ダンス ルイ・ノジェラ                                   | アンドレ・クリュイタンス パリ・オペラ＝コミック座 | CD: EMI Classics Cat: B000005GR8                    |
| 1959 | マルセラ・ポッベ フェルッチョ・タリアヴィーニ ウーゴ・サヴァレーゼ カルロ・カーヴァ               | オリヴィエーロ・デ・ファブリティース ナポリ・サン・カルロ劇場 (ナポリ・サン・カルロ劇場におけるライブ録音) イタリア語歌唱版                                             | CD: Walhall Cat: WLCD 0299                          |
| 1959 | ジャニーヌ・ミショー アラン・ヴァンゾ ガブリエル・バキエ リュシアン・ロヴァーノ                   | マニュエル・ロザンタール フランス放送リリック管弦楽団 フランス放送合唱団                                                                                                | CD: Gala Cat: GL 100504                             |
| 1961 | ジャニーヌ・ミショー ニコライ・ゲッダ エルネスト・ブラン ジャック・マルス                         | ピエール・デルヴォー パリ・オペラ＝コミック座管弦楽団 及び合唱団 | CD: EMI Cat: CMS 5 66020-2                          |
| 1977 | イレアナ・コトルバス アラン・ヴァンゾ ギヨーム・サラヴィア ロジェ・ソワイエ                       | ジョルジュ・プレートル パリ・オペラ座管弦楽団及び合唱団 | CD: EMI Cat: 3677022                                |
| 1989 | バーバラ・ヘンドリックス ジョン・エイラー ジーノ・キリコ ジャン＝フィリップ・クルティス           | ミシェル・プラッソン トゥールーズ・カピトール国立管弦楽団 | CD:Angel Cat: CDCB-49837                            |
| 1991 | アレッサンドラ・ルッフィーニ ジュゼッペ・モリーノ ブルーノ・プラティコ エドゥアルド・アブムラディ | カルロス・プランティーニ イタリア国際管弦楽団 マルティーナ・フランカのヴァッレ・ディトリア音楽祭に於けるライブ                                                          | CD: Nuova Era Cat: 6944-6945                        |
| 2004 | アニック・マシス 中島康晴 ルカ・グラッシ ルイージ・デ・ドナート                                   | マルチェッロ・ヴィオッティ ヴェネツィア・フェニーチェ歌劇場管弦楽団 及び合唱団 演出：ピエル・ルイージ・ピッツィ (2004年4月のヴェネツィア・マリブラン劇場に於ける収録)   | CD:Dynamic Cat: CDS 459 DVD: Dynamic Cat: DVD 33459 |
| 2008 | レベッカ・エヴァンズ バリー・バンクス サイモン・キーンリーサイド アラステア・マイルズ             | ブラッド・コーエン ロンドン・フィルハーモニー管弦楽団 ジェフリー・ミッチェル・シンガース 英語歌唱版                                                                     | CD: Chandos Cat: CHAN3156                           |
| 2012 | デジレ・ランカトーレ セルソ・アルベロ ルカ・グラッシ アラステア・マイルズ                         | ダニエル・オーレン サレルニターナ 「ジュゼッペ・ヴェルディ」フィルハーモニー管弦楽団 サレルノ・ヴェルディ劇場合唱団 (2012年5月のサレルノ・ヴェルディ劇場でのライブ録音) | CD:Brilliant Classics Cat: BRL94434                 |
| 2012 | ソーニャ・ヨンチェヴァ ディミトリー・コルチャック アンドレ・エブール ニコラ・テステ               | レオ・フセイン フランス放送フィルハーモニー管弦楽団 アクセントゥス 演出：笈田ヨシ (オペラ・コミークに於ける上演)                                                        | TV： NHK-BS (2013年5月20日放映)                     |
| 2016 | ディアナ・ダムラウ マシュー・ポレンザーニ マリウシュ・クヴィチエン ニコラ・テステ                 | ジャナンドレア・ノセダ メトロポリタン歌劇場管弦楽団及び合唱団 演出：ペニー・ウールコック                                                                                | DVD: Warner Music ASIN: B01N3TPLBI                  |

## 参考資料
- 『最新名曲解説全集19 歌劇2』（音楽之友社）（ISBN 978-4276010192）
- 『新グローヴ オペラ事典』（スタンリー・セイデイ著、 白水社)（ISBN 978-4560026632）